# Crenicichla sveni
Crenicichla sveni är en fiskart som beskrevs av Ploeg, 1991. Crenicichla sveni ingår i släktet Crenicichla och familjen Cichlidae. Inga underarter finns listade i Catalogue of Life.